# Caproni Ca.4
El Caproni Ca.4 fue un bombardero pesado italiano de la época de la Primera Guerra Mundial.

## Desarrollo
Después de diseñar el exitoso Ca.3, Gianni Caproni diseñó un avión mucho más grande. Compartía el diseño inusual del Caproni Ca.3, siendo un avión con dos fuselajes laterales con una hélice delantera cada uno, y una góndola central con un motor de empuje en la parte trasera, proporcionando una configuración de tiro y empuje. Los dos largueros llevaban un solo timón de profundidad cada uno, aunque el avión poseía tres derivas. El tren de aterrizaje principal era fijo y consistía en dos juegos de cuatro ruedas cada uno. La característica más distintiva del nuevo avión era que fue construido con una inusual configuración triplana, en lugar de la más común biplana.
El Ejército italiano aceptó el enorme nuevo bombardero con la designación militar Ca.4, pero se produjo en distintas variantes, que difieren en las designaciones de fábrica.

## Descripción
El Ca.4 era un triplano trimotor con dos fuselajes laterales, de construcción de madera con un armazón cubierto de tela. Una góndola central abierta estaba unida a la superficie inferior del ala central, y alojaba un solo motor de empuje, el piloto y el artillero delantero. Los dos motores tractores restantes estaban montados en la parte delantera de cada fuselaje lateral. Al menos una variación de la góndola central asentó a la tripulación en un formato de dos asientos en tándem con la posición delantera para un artillero/piloto y la posición trasera para el piloto. Otros usaron un artillero delantero con posiciones de piloto lado a lado en la parte trasera del artillero. Se colocaron dos artilleros traseros, uno en cada larguero lateral detrás del ala central. Un ingeniero de vuelo o segundo piloto también podría ser alojado allí.
El armamento consistía en cuatro (hasta ocho) ametralladoras Revelli de 6,5 mm o 7,70 mm en montajes de anillo frontal y dos montajes de anillo en los largueros. Las bombas iban colgadas dentro de una bodega, que era un contenedor largo y estrecho fijado en la sección central del ala inferior. Las fotografías muestran al menos cuatro disposiciones diferentes con respecto a la góndola de bombardeo.
1. Sin góndola - probablemente no es una configuración de combate.
2. Una góndola alta y estrecha, que albergaba en su interior aproximadamente 12 bombas en posición vertical y otras 18–20 atadas al exterior.
3. Una góndola más corta, que puede haber sido la mitad inferior de la góndola alta pero sin bombas externas.
4. Sin góndola, pero con una sola bomba grande/torpedo colgada debajo del ala inferior.

## Variantes

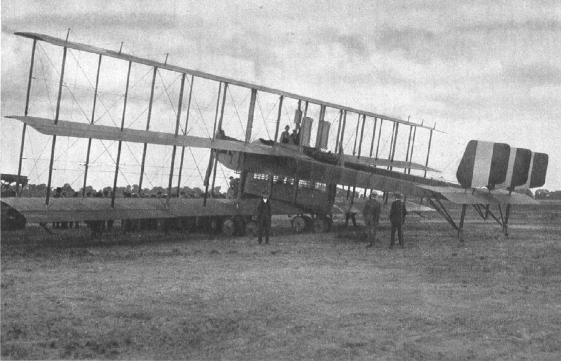
Avión de pasajeros Ca.48

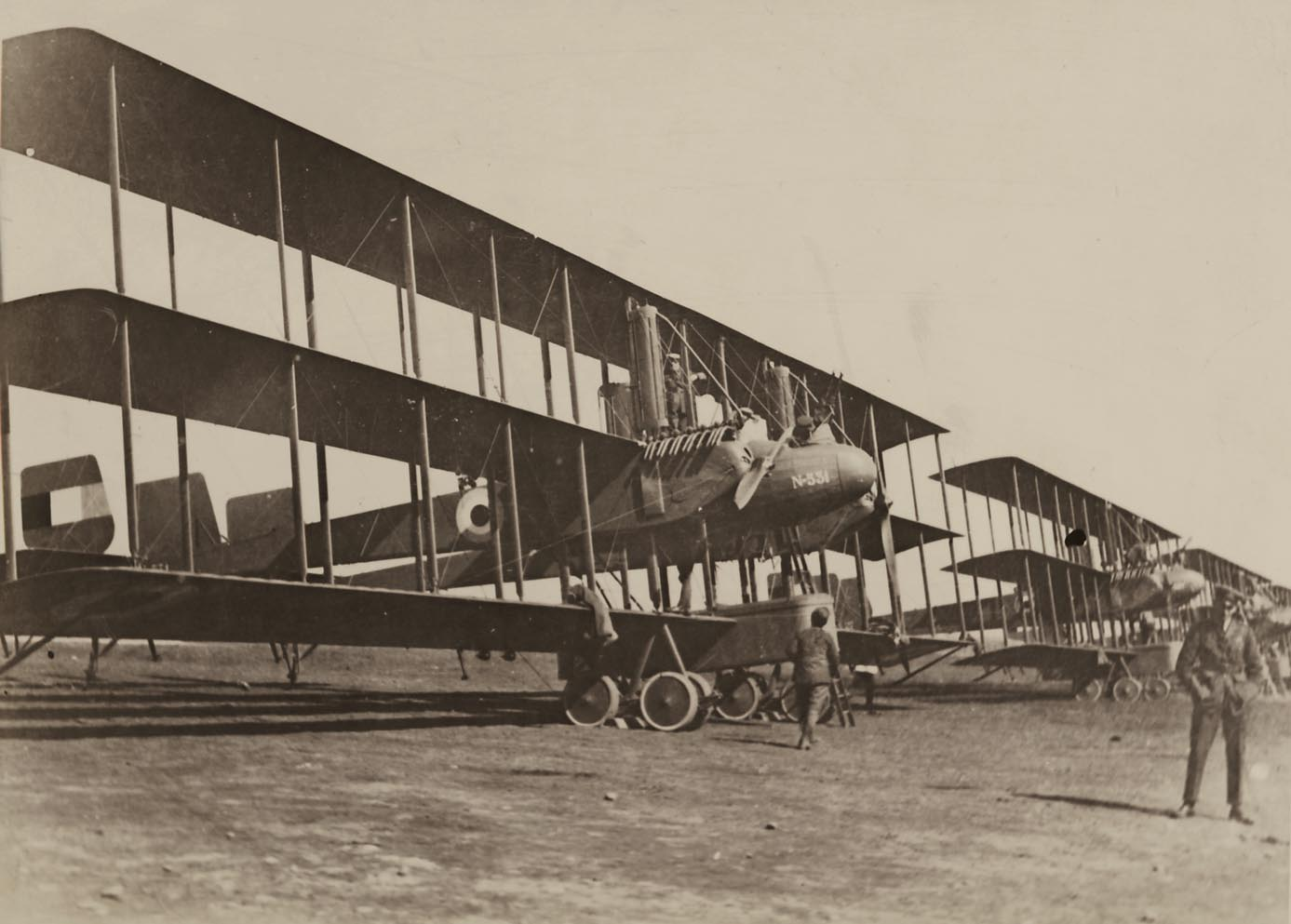
Ca.52 (Caproni Ca.42) - segunda serie de producción de la familia Ca.4-Ca.40 - Aviones del escuadrón N ° 227 Royal Naval Air Service

Nota: Durante la guerra, todos estos aviones fueron designados Ca.4 por el ejército italiano. En ese momento, Caproni se refirió a los diversos diseños por la potencia total de sus motores. Después de la guerra, Caproni ideó un nuevo esquema de designación para sus propios diseños, que se utiliza a continuación.
- Caproni Ca.40 - prototipo único.
- Caproni Ca.41: variante de producción, esencialmente similar al prototipo y con tres motores en línea Fiat A.12 de 210 kW (280 CV). Algunos Ca.41s fueron propulsados por motores Isotta Fraschini de 186 kW (249 hp). Estos fueron llamados internamente por Caproni como el Caproni de 750 CV . Un total de 41 .
- Caproni Ca.42 : funciona con motores Liberty V-12 de 298 kW (400 hp) y se conoce internamente como Caproni de 1,200 hp . Fueron construidos un total de 12 unidades.
- Caproni Ca.43 - solo ejemplo de una variante de hidroavión.
- Caproni Ca.48 - aviones de pasajeros convertidos de Ca.42s después de la Primera Guerra Mundial; el Ca.48 voló por primera vez en 1919. La cabina de pasajeros de dos pisos  sentó a un total de 23 pasajeros que entraban por la góndola de la nariz ; 16 de ellos se sentaron en la cabina inferior, en largos bancos, junto a sus paredes, con grandes ventanales que les proporcionaron buenas vistas, y los otros siete pasajeros se sentaron en la cubierta superior, al igual que los pilotos. El Ca.48 estaba impulsado por tres motores Liberty L-12 de 298 kW (400 hp). Aunque es poco probable que el Ca.48 ingresara en el servicio de la aerolínea, un Ca.48 visitó la Primera Exposición de Aviación de Ámsterdam de agosto a septiembre de 1919, donde fue muy popular entre los visitantes, entre los cuales se encontraba el Príncipe Hendrick(1876–1934), príncipe consorte de los Países Bajos (1901–1934).[1][3]
- Caproni Ca.51 : ejemplo único de un diseño considerablemente ampliado con cola de biplano y barbeta de cola. Tres motores Fiat A.14 × 522 kW (700 CV) .
- Caproni Ca.52 - Ca.42s construido para el Royal Naval Air Service. se construyeron 16 unidades.
- Caproni Ca.58 / Caproni Cinquemotore Una variante del avión de pasajeros Ca 48. Se construyó con cinco motores de 186 kW (249 hp); los motores estaban situados externos, en las góndolas de empuje.[4]

Caproni Ca.59 : es el mismo que el Ca.58, pero esta designación se utiliza para clientes fuera de Italia.
Las cifras de producción difieren en las publicaciones. El número más probable es 38 de todas las variantes de Ca.4 (otras cifras citadas son: 38 de Ca.40 y Ca.41 y 6 de Ca.42 o 32 Ca.42 y 21 de otras variantes). Numerosas publicaciones se refieren incorrectamente a todas las variantes como Ca.42.

## Historial operacional
Los Ca.4 fueron probados por la  Fuerza Aérea italiana en 1917 y comenzaron a operar en 1918. Fueron utilizados para atacar objetivos dentro del Imperio austrohúngaro. En abril de 1918, se suministraron seis Ca.42 a la Royal Naval Air Service británica ( No. 227 Sqn ), pero nunca fueron empleados operativamente y se devolvieron a Italia después de la guerra. Al menos tres Ca.42 fueron enviados a los Estados Unidos para su evaluación. Después de la guerra, el Ca. 4 fue reemplazado en Italia por el Ca.36.
A pesar de su aspecto inestable y frágil, el Ca.4 estaba bien diseñado. Su tamaño, sin tener en cuenta su altura, no era más grande que el de otros bombarderos pesados extranjeros. Con los motores Liberty, tenía una gran velocidad, similar a otros bombarderos pesados, mientras que su bodega de bombas tenía una de las mayores capacidades de aquella época, solo superada por la del Zeppelin Staaken R.VI alemán. De haber volado con otros motores, su desempeño habría sido peor.
El 2 de agosto de 1919, después de que sus alas aparentemente colapsaran en pleno vuelo a una altitud de 912 m (3000 pies), un avión Ca.48 se estrelló en Verona, Italia, durante un vuelo de Venecia a Taliedo, Milán. Todos los ocupantes murieron. Fue el primer desastre de la aviación comercial de Italia y uno de los primeros desastres de aviones de pasajeros más pesados que el aire.

## Operadores
Corpo Aeronautico Militare
 Royal Naval Air Service
 Fuerza Aérea de los Estados Unidos

## Especificaciones (Ca.42)

### Características generales
- Tripulación: 4 (piloto, copiloto, artillero delantero y artillero / mecánico trasero)
- Longitud: 13,1 m (43 ft)
- Envergadura: 29,9 m (98,1 ft)
- Altura: 6,3 m (20,7 ft)
- Superficie alar: 200 m² (2152,8 ft²)
- Peso vacío: 6709 kg (14 786,6 lb)
- Peso máximo al despegue: 7500 kg (16 530 lb)
- Planta motriz: 3× V12 Liberty L-12, refrigerados por agua.
  - Potencia: 298 kW (411 HP; 405 CV) cada uno.

### Rendimiento
- Velocidad máxima operativa (Vno): 140 km/h (87 MPH; 76 kt)
- Alcance: 700 km (378 nmi; 435 mi)
- Techo de vuelo: 3000 m (9843 ft)
- Régimen de ascenso: 2,1 m/s (410 ft/min)

### Armamento
- Ametralladoras: 4× Fiat-Revelli de 6,5 mm
- Bombas: 1450 kg (3200 lb) de bombas.